# Benbecula
Benbecula (Schottisch-Gälisch: Beinn na Faoghla) ist eine Insel der Äußeren Hebriden in Schottland.

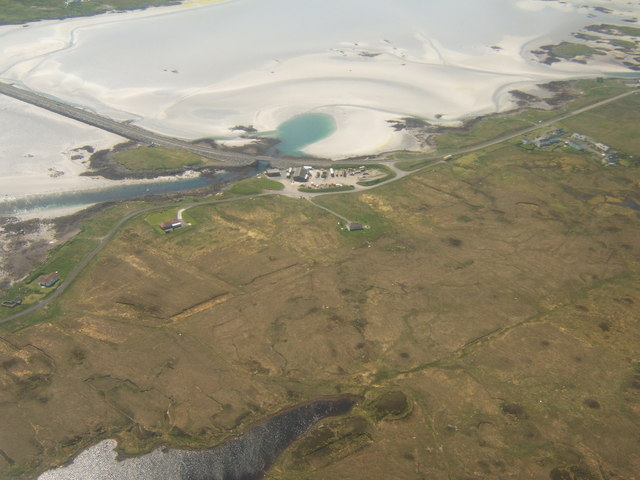
Nordende des Dammes von Benbecula nach South Uist

## Geographie

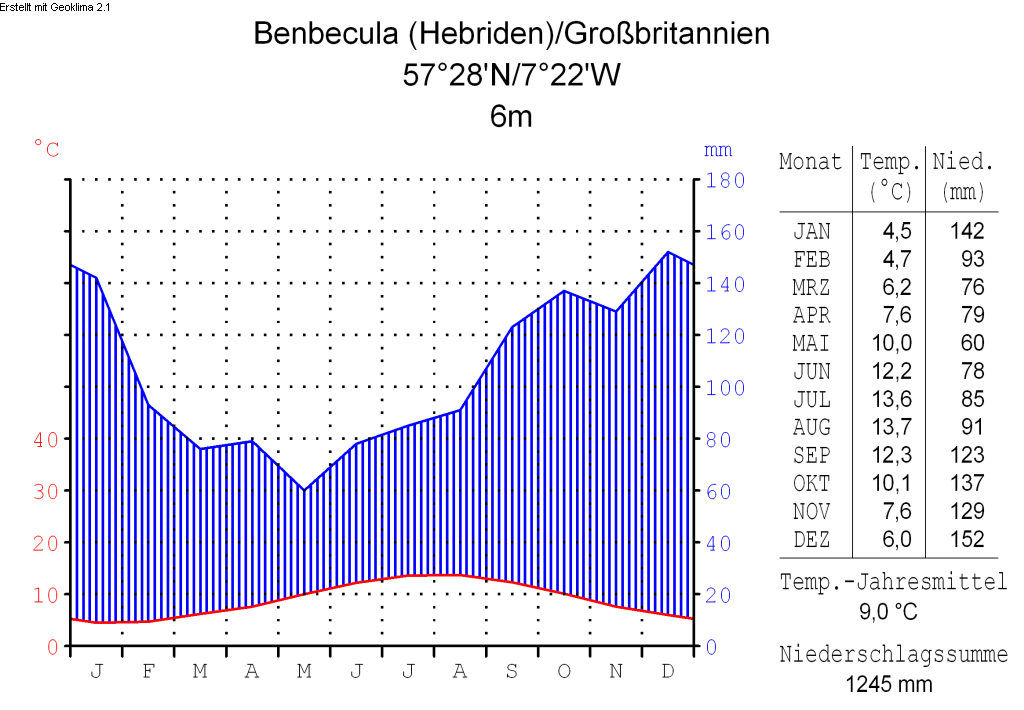
Klimadiagramm von Benbecula

Benbecula ist 82 km² groß und liegt zwischen den Inseln North Uist und South Uist. Die drei Inseln gehören zu den Uists, einer Inselgruppe innerhalb der Äußeren Hebriden. Benbecula ist durch Dammstraßen mit North Uist und South Uist verbunden.
Der Westen der Insel ist durch landwirtschaftlich genutzte Flächen geprägt, während im Osten Moorland mit Seen und tief eingeschnittenen Meeresbuchten dominiert.
Im Jahr 2011 lebten 1303 Menschen auf Benbecula. Die höchste Erhebung ist der 124 Meter hohe Ruaval, die zweithöchste der 54 m hohe Stiaraval. Im Nordosten befindet sich die Halbinsel Rossinish.
Benbeculas Hauptort und Verwaltungszentrum der Uists ist das Dorf Balivanich (schottisch-gälisch: Baile a’ Mhanaich) im Nordwesten der Insel, in dessen Nähe der Benbecula Airport (IATA-Code BEB) liegt. Zu den weiteren Ortschaften gehört Lionacleit mit der Secondary School für die Uists und einer Zweigstelle des Lewis Castle College.
Eine Radarstation der Royal Air Force überwacht von Benbecula aus den Nordatlantik. Das Kammergrab von Airidh na h-aon Oidche liegt in Balivanich. Auf Benbecula befinden sich acht Baudenkmäler (siehe Liste der Listed Buildings auf Benbecula).

## Politik
Benbecula gehört zu der Verwaltungsregion Western Isles.

## Verkehr
Es gibt keine direkte Fährverbindung von Benbecula zum schottischen Festland, Caledonian MacBrayne betreibt jedoch einen regelmäßigen Fährverkehr zwischen dem Festland und Benbeculas Nachbarinseln North Uist und South Uist.
Ferner bestehen Linienflugverbindungen zwischen Benbecula Airport und Glasgow sowie Inverness via Stornoway, der auf Lewis gelegenen, mit Abstand größten Ortschaft der Äußeren Hebriden.